# Публий Силий (управител)
Вижте пояснителната страница за други личности с името Публий Силий.
Публий Силий (на латински: Publius Silius) е политик на късната Римска република. Произлиза от фамилията Силий.
През 51 пр.н.е. той е проконсул, управител на римската провинция Витиния и Понт.
Вероятно е баща на Публий Силий Нерва (консул 20 пр.н.е.).